# Josyp Slipyj
Jossyf Ivanovic Slipyj (em ucraniano: Йосиф Сліпий, transliteração: Josyf Slipyj;  Sasdrist, 17 de fevereiro de 1892 — Roma, 7 de setembro de 1984) foi arcebispo de Lviv, Arcebispo-Mor da Igreja greco-católica ucraniana e um cardeal da Igreja Católica romana.

## Vida
Jossyf Slipyj recebeu sua educação teológica e filosófica no Canisianum em Innsbruck, no Colégio de Ternopil e na Universidade de Lviv . Ele recebeu em 30 de setembro de 1917 o sacramento da Ordem e depois trabalhou como pastor , publicista e conferencista em Lviv.
Papa Pio XII. o nomeou em 1939 para Arcebispo titular de Serres eo coadjutor dos Arquidiocese de Lviv . A ordenação episcopal doado a ele em 22 de dezembro de 1939 Arcebispo Andrey Sheptytsky como Mitkonsekrator assistida Mykolai Tscharnezkyj . Durante a ocupação da Ucrânia pelas tropas alemãs na Segunda Guerra Mundial, ele estava sob supervisão policial; Várias vezes ele foi interrogado pela Gestapo .
Após a morte Scheptyzkis Josyf Slipyj foi em novembro de 1944 por direito de sucessão arcebispo de Lviv. A princípio, a polícia secreta soviética NKVD não o incomodou . Como o KGB geral Pavel Sudoplatow relatou meio século mais tarde, a liderança soviética queria o clima antes da Conferência de Yalta não esticar e enfraquecer especialmente as acusações do Ocidente de que a União Soviética, os fiéis ucranianos foram perseguidos.  No entanto, dois meses após a Conferência de Yalta, onde os aliados ocidentais aceitaram a filiação do anexo por Moscou no Outono de 1939 Ucrânia Ocidental para a União Soviética, Slipyj foi preso em 11 de abril de 1945, e para a Sibéria deportados . Ele foi libertado 1963 Sua libertação foiobtidapelo papa João XXIII , que levou o caso Slipyj para uma audiência particular para Alexei Adschubei , genro do líder do partido soviético Nikita Khrushchev . 
Slipyj conseguiu sair de Moscou para Roma , onde participou das últimas três sessões do Concílio Vaticano II . Em 1965, o papa Paulo VI o levou . como padre cardeal com a igreja titular de Sant'Atanasio dei Greci no Colégio dos Cardeais . Nos anos de sua estada em Roma, ele foi fundamental na construção da Universidade Católica Ucraniana em Roma e em outros países. Embora em 1963 seu Grande Bispado Metropolitano tenha sido atualizado, o plano desenvolvido no exílio romano nos últimos anos para estabelecer um Patriarcado Ucraniano Unido não teve sucesso.
Josyf Slipyj morreu em 7 de Setembro de 1984, em Roma e estava no local, basílica enterrado St. Sophia. Após o fim do comunismo na União Soviética ele foi reabilitado publicamente em 1991, em 1992 seus restos mortais foram transferidos para Lviv e na Catedral local enterrado.